# Mapamundi d'Ebstorf
El mapamundi d'Ebstorf és un mapa mural fet en pergamí d'aproximadament 3,57 m de diàmetre i amb 13 metres quadrats de superfície (el més gran del seu temps) realitzat cap al 1239 i probablement al mateix monestir benedictí d'Ebstorf (Alemanya actual), és a dir, a la Baixa Saxònia. L'original va ser cremat per culpa d'un bombardeig a Hannover l'any 1943 (Segona Guerra Mundial) i s'ha reproduït a partir de fotografies. La importància d'aquest mapamundi és que el seu autor va intentar dibuixar elements de la geografia (heretats dels grecs) en un moment en què l'Església era l'explicació de tot (Edat Mitjana) i no se la podia contradir. Dit altrament, en un moment en què els mapes han de representar la perfecció de Déu, Ebstorf en fa un altre que combina saviesa grega i divinitat cristiana.